# Jardines y Colección de Bayou Bend
Bayou Bend Collection and Gardens, se encuentra ubicada en la comunidad de River Oaks en Houston, Texas, Estados Unidos, con una extensión de 14 acres (57,000 m²) es una sucursal del Museo de Bellas Artes de Houston (MFAH) que alberga una colección de artes decorativas, pintura y muebles.
Bayou Bend fue el hogar de la filántropa de Houston Ima Hogg. Bayou Bend fue designado Texas Historical Commission en 1973 y fue catalogado en el National Register of Historic Places en 1979.
Gracias a sus jardines su código de reconocimiento internacional como institución botánica (en el Botanical Gardens Conservation International BGCI), así como las siglas de su herbario es BAYOU.

## Mansión y jardines
La mansión, diseñada por el arquitecto John F. Staub, fue construida entre 1927 y 1928 para Ima Hogg y sus hermanos, William C. y Michael Hogg. Cubierto con árboles elevados y maleza gruesa, el emplazamiento de la casa estaba, según palabras de la Srta. Hogg "nothing but a dense thicket" ("nada más que una densa espesura"). El hogar de la familia Hogg fue uno de los primeros que se construyeron en River Oaks, el vecindario se fue incrementando gracias a los hermanos Hogg. Durante la construcción, Ima Hogg insistió en que tantos árboles como fuera posible fueran mantenidos. Solamente un árbol fue sacrificado para hacer sitio para la casa, y los jardines fueron creados alrededor de los árboles existentes. Ima Hogg dio al hogar su nombre, con la objeción de su hermano, que dijo que el nombre era "too muddy and 'muskeetery' and malarial" ("demasiado fangoso, mosquitero y malárico"). Ima respondió que "not everyone can have a bayou" ("no todo el mundo puede tener un bayou").
La señora Hogg creó una serie de jardines que fueron planeados como espacios al exterior para vivir y para el ocio. En 1957, la señora Hogg donó su casa y sus colecciones al "Museum of Fine Arts, Houston". Bayou Bend fue abierto al público en 1966.
El diseño de Staub para Bayou Bend combina la arquitectura georgiana del siglo XVIII con elementos que son genuinamente meridionales y con la arquitectura criolla española. Otros aspectos del diseño de Bayou Bend se tomaron prestados de las típicas casas de plantaciones meridionales. Los interiores toman prestados más elementos procedentes de las tradiciones arquitectónicas del norte. Staub incorporó entarimados y el revestimiento de madera procedentes de dos casas de Massachusetts del siglo XVIII en el dormitorio de la Srta. Hogg y en el salón.
 En febrero de 1999, la ciudad de Houston designó Bayou Bend como un hito oficial de la ciudad.

## Colección de objetos de arte

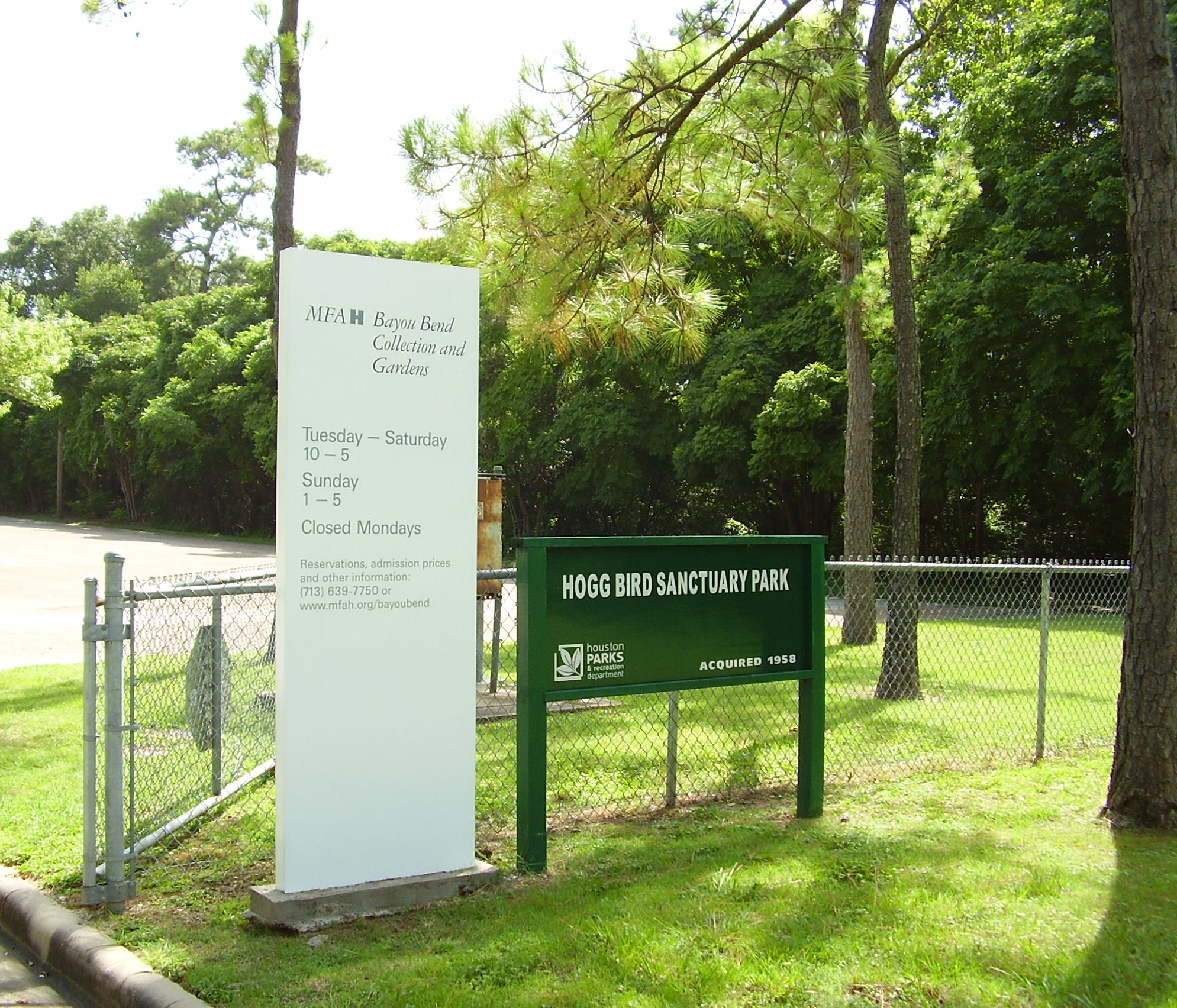
Entrada al "Bayou Bend Collection and Gardens".

La colección del "Bayou Bend" consiste actualmente en aproximadamente 4.700 objetos que reflejan períodos históricos y estilísticos a partir de 1620 hasta 1870 instalados en unos espacios expositivos de 28 habitaciones de los períodos que muestran las artes decorativas americanas desde el 1620 a 1870. La srta. Hogg comenzó a montar esta colección importante de artes decorativas americanas en 1920. Para proporcionar los convenientes espacios expositivos para estas antigüedades extraordinarias, Staub diseñó interiores simples pero majestuosos en el estilo de las salas coloniales americanas.
En 1920, mientras que se sentaba para un retrato del artista Wayman Adams, la srta. Hogg admiró una butaca simple que pertenecía al artista y que fue hecha en el periodo de la América colonial y más adelante adquirió una silla similar de estilo "Queen Anne" (reina Anne). Casi medio siglo más adelante, la srta. Hogg adquirió la misma silla que por primera vez había visto en el estudio de Adams. "A partir del tiempo que adquirí mi primera butaca de la reina Anne en 1920, tenía una obligación inexplicable para hacer una colección americana para algún museo de Texas." La colección también contiene objetos notables procedentes de fuera de América, incluyendo cerámicas inglesas usadas en la América Colonial.

## Colecciones de los Jardines
Los jardines tiene 14 acres (7 hectáreas) de extensión con el terreno densamente arbolado a lo largo del Buffalo Bayou e incluye 8 jardines:
- Clio Garden (Jardín de Clio), la musa mitológica Clio, quién presidió los artes y las ciencias, también preside este jardín ornamental que fue creado mientras que la casa era construida.
- Woodland Trails (Senderos del Bosque), el arroyo de agua estancada conocido como "Buffalo Bayou" se despliega perezoso alrededor dos flancos encurva de "Bayou Bend", dando a la finca su nombre. Aquí podemos admirar diversas especies indígenas de plantas herbáceas, arbustos y árboles que forman un contexto espectacular a los jardines formales que rodean la casa de "Bayou Bend". Así dogwood (Cornus), Magnolias, olmos, pinos y robles. Debajo de la canopea de estos grandes árboles los cornus, y los redbud (cercis) nativos del hábitat del pantano, pero estas plantas son realmente de crecimiento secundario del bosque. Las maderas duras originales fueron cortadas para la exportación a mediados del siglo XIX.
- Diana Garden (Jardín de Diana), jardín con una simplicidad clásica situado en la terraza norte de la casa.

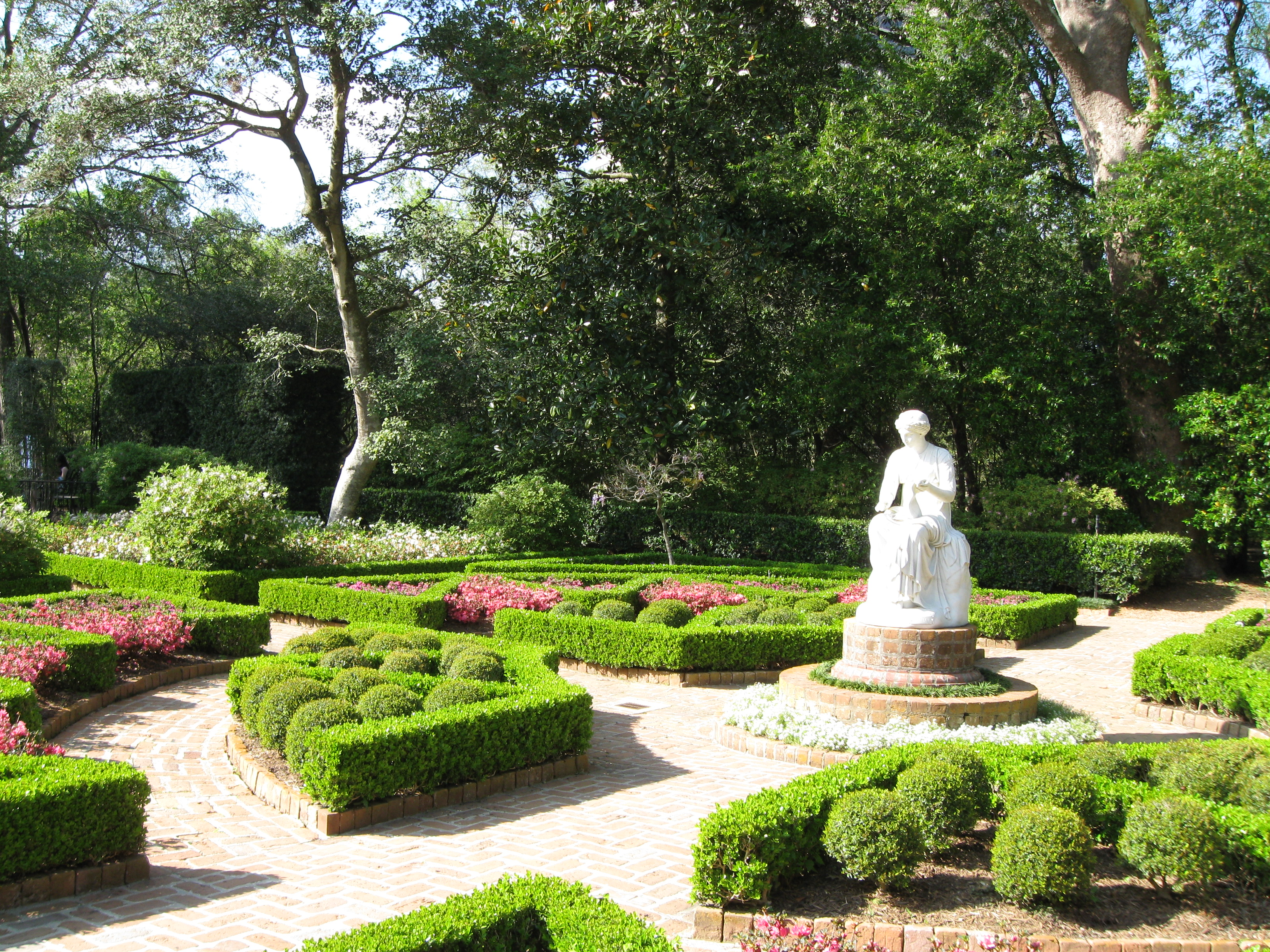
Jardines en el Bayou Bend Collection and Gardens

- Euterpe Garden (Jardín de Euterpe), Euterpe, la musa de la música, que representaba una de las grandes pasiones de Miss Hogg, se asienta delante de las columnas del tejo japonés (Taxus cuspidata ), sombreadas sobresaliendo por ramas de pino y de roble. En la base de la estatua es el helecho Delta Maidenhair (Adiantum raddianum) flanqueado por las azaleas de "George Tabor". Redbuds (Cercis), las magnolias orientales del color rosa, y los ciruelos mexicanos púrpuras. Los cersis florecen en febrero y marzo, las azaleas en marzo y abril, y las magnolias en mayo y junio. El huracán Carla destruyó muchos de los árboles en este jardín cuando pasó por Houston en 1961. Otros árboles cayeron durante el huracán Alicia en 1983, formando un triángulo alrededor del Euterpe, pero la estatua escapó del daño.[10]
- Carla Garden (Jardín de Carla), Inspirado por una antigua silla de carrusel, este jardín fue creado en un claro dejado por el Huracán Carla en 1961.
- East Garden (Jardín del Este), un ejemplo de la integración de casa y jardín en Bayou Bend, el "East Garden" extiende la fachada este de la casa dentro del paisaje.
- Butterfly Garden (Jardín de las Mariposas), este jardín a cielo abierto es una interrupción de las zonas forestadas del terreno, con una profusión de plantas de porte herbáceo.

En septiembre del 2008, los vientos de Huracán Ike causaron daños importantes en los jardines. Aunque no se dañara ningunas de las estatuas, cayeron entre el 65 y el 70% de los pinos de la finca, así como un American holly tree (Ilex opaca), que con sus 17 m era el espécimen más alto en el condado de Harris (Texas). Bart Brechter, el Curador de los jardines del museo, estimó que se necesitarían unos 5 meses para aclarar los restos y tardar años en volver al antiguo estado de los jardines.

## Localización
Se encuentra situado.
Bayou Bend Collection and Gardens, P.O. Box 6826, Houston Harris County, Texas TX 77265-6826, United States of America.
El jardín está abierto todos los días del año, se paga una tarifa de entrada.